# Canon EOS 7D
Canon EOS 7D – półprofesjonalna lustrzanka cyfrowa firmy Canon. Pochodzi z serii Canon EOS. Jej premiera miała miejsce 1 września 2009 roku. Posiada matrycę CMOS o rozdzielczości 18 megapikseli. Została wyposażona w dwa procesory DIGIC IV, 3-calowy ekran LCD oraz tryb Live View. Obsługuje obiektywy typu EF i EF-S. Żywotność migawki, jaką przewiduje producent, wynosi ok. 150 tysięcy zdjęć.

## Opis aparatu
Aparat posiada uszczelniony korpus, wykonany ze stopów magnezu oraz ekran LCD o rozdzielczości 920 tys. punktów. Canon EOS 7D wyposażony jest ponadto w dwie tarcze nastaw umożliwiające szybkie przewijanie zdjęć i szybkie zmiany parametrów, a także wprowadzenie korekty ekspozycji.
18-megapikselowa matryca CMOS jest dostosowana zarówno do poglądów na żywo, jak i nagrywania filmów w jakości HD 1920x1080 pikseli. Matryca 7D pozwala na zastosowanie czułości od ISO 100 do ISO 6400 i rozszerzone ISO H odpowiadające ISO 12800.
Model 7D jest pierwszą lustrzanką marki Canon, która pozwala na sterowanie dedykowanymi zewnętrznymi lampami Speedlite EX przez wbudowaną lampę błyskową.
Jako lustrzanka reporterska Canon EOS 7D oferuje prędkość fotografowania równą 8 kl./s w serii 126 JPG i 15 RAW.

## Ulepszenia w porównaniu z modelem Canon EOS 50D
- uszczelniony korpus i nowe przyciski (RAW/JPG, Live View/Video, wyświetlanie panelu sterowania)
- dynamiczny autofokus
- szybszy tryb seryjny
- większy wizjer (prawie 100% pokrycia)
- tryb zapisu 10-megapikselowych obrazów w formacie mRAW
- rozbudowany tryb wideo
- bezprzewodowe wyzwalanie błysku[5]

## Najważniejsze parametry
- 18-megapikselowa matryca CMOS o rozmiarze
- APS-C 22,3 × 14,9 mm
- zintegrowany system czyszczący matrycę EOS
- czułość ISO 100–6400 z rozszerzeniem do 12800
- 19-polowy autofokus z wszystkimi polami krzyżowymi
- procesor obrazu DUAL DIGIC IV
- 3-calowy ekran LCD Clear View II TFT o rozdzielczości 920 000 punktów
- 63-strefowy pomiar światła
- wizjer o powiększeniu 1x i kryciu 100% kadru
- zdjęcia seryjne 8 kl/s
- Live View
- złącze HDMI
- nagrywanie filmów w jakości HD 24, 25 i 29 kl/s, pliki MOV (H.264)
- magnezowa uszczelniona obudowa
- elektroniczna, dwuosiowa poziomica[6]